# Divize A 2015/2016
V soubojích 51. ročníku České divize A 2015/16 se utkalo 16 týmů dvoukolovým systémem podzim - jaro. Tento ročník začal v srpnu 2015 a skončil v červnu 2016.

## Nové týmy v sezoně 2015/16
Z ČFL 2014/15 nesestoupilo žádné mužstvo. Z krajských přeborů postoupila vítězná mužstva ročníku 2014/15: FK Jindřichův Hradec 1910 a TJ Jiskra Třeboň z Jihočeského přeboru, SK Petřín Plzeň z Plzeňského přeboru, TJ Tatran Sedlčany z Středočeského přeboru. Z Divize B sem byla přeřazena mužstva FK Motorlet Praha a TJ Sokol Nové Strašecí.

## Kluby podle přeborů
- Jihočeský (6): FC ZVVZ Milevsko, TJ Jiskra Třeboň, FK Jindřichův Hradec 1910, TJ Malše Roudné, FK Slavoj Český Krumlov, TJ Sokol Čížová.
- Karlovarský (1): 1. FC Karlovy Vary.
- Plzeňský (4): SK Petřín Plzeň, SK Klatovy 1898, FC Rokycany, SK Senco Doubravka.
- Středočeský (3): FK Hořovicko, TJ Tatran Sedlčany, TJ Sokol Nové Strašecí.
- Praha (2): FK Motorlet Praha, SK Aritma Praha.

## Konečná tabulka
| Poř. | Tým                           | Z  | V  | VP | PP | P  | VG | OG | B  |
| ---- | ----------------------------- | -- | -- | -- | -- | -- | -- | -- | -- |
| 1.   | FK Hořovicko                  | 30 | 23 | 0  | 0  | 7  | 81 | 27 | 69 |
| 2.   | FK Motorlet Praha             | 30 | 17 | 6  | 2  | 5  | 67 | 26 | 65 |
| 3.   | 1. FC Karlovy Vary            | 30 | 16 | 3  | 3  | 8  | 64 | 37 | 57 |
| 4.   | SK Klatovy 1898               | 30 | 15 | 3  | 4  | 8  | 59 | 40 | 55 |
| 5.   | SK Senco Doubravka            | 30 | 12 | 3  | 6  | 9  | 55 | 38 | 48 |
| 6.   | SK Aritma Praha               | 30 | 12 | 2  | 8  | 8  | 49 | 39 | 48 |
| 7.   | TJ Tatran Sedlčany (N)        | 30 | 10 | 7  | 4  | 9  | 45 | 48 | 48 |
| 8.   | TJ Sokol Čížová               | 30 | 14 | 2  | 1  | 13 | 53 | 50 | 47 |
| 9.   | FC Rokycany                   | 30 | 12 | 3  | 4  | 11 | 48 | 42 | 46 |
| 10.  | FK Slavoj Český Krumlov       | 30 | 10 | 5  | 4  | 11 | 37 | 47 | 44 |
| 11.  | TJ Sokol Nové Strašecí        | 30 | 12 | 3  | 1  | 14 | 42 | 66 | 43 |
| 12.  | TJ Malše Roudné               | 30 | 9  | 5  | 4  | 12 | 63 | 56 | 41 |
| 13.  | FC ZVVZ Milevsko              | 30 | 10 | 3  | 2  | 15 | 39 | 64 | 38 |
| 14.  | SK Petřín Plzeň (N)           | 30 | 9  | 1  | 2  | 18 | 43 | 79 | 31 |
| 15.  | FK Jindřichův Hradec 1910 (N) | 30 | 4  | 4  | 4  | 18 | 31 | 71 | 24 |
| 16.  | TJ Jiskra Třeboň (N)          | 30 | 3  | 2  | 4  | 21 | 20 | 62 | 17 |

Poznámky:
- Z = Odehrané zápasy; V = Vítězství; VP = Vítězství po prodloužení; PP = Prohry po prodloužení; P = Prohry; VG = Vstřelené góly; OG = Obdržené góly; B = Body

|  | Postup do ČFL                           |
|  | Sestup do příslušného krajského přeboru |

- TJ Sokol Nové Strašecí další sezónu do divize nepřihlásil.